# دهستان دریاسر
دهستان دریاسر نام دهستانی در بخش کومله شهرستان لنگرود، استان گیلان در ایران است. براساس سرشماری مرکز آمار ایران در سال ۱۳۸۵، جمعیت آن ۱۰۵۰۸ نفر (۳۰۴۹ خانوار) بوده‌است.